# Album-oriented rock
Album-oriented rock (ou AOR, lit. "rock orientado a álbum", em inglês), originalmente chamado de álbum-oriented radio, é um formato de rádio criado nos Estados Unidos que tem como foco a reprodução integral de álbuns de rock e atualmente associado ao rock clássico.
Originalmente, o termo album-oriented radio foi estabelecido por estações de rádio estadunidenses dedicadas a tocar faixas de álbuns de artistas de rock do hard rock ao rock progressivo de meados da década de 1970 caracterizadas por um som melífluo em camadas, uma produção sofisticada e uma considerável dependência de melódica comercial. Usando pesquisa e programação formal para criar um formato de álbum de rock com maior apelo comercial, o formato AOR alcançou uma enorme popularidade no final dos anos 1970 e início dos anos 1980.
A partir do início dos anos 1980, o termo album-oriented radio tornou-se normalmente usada como a abreviatura de album-oriented rock, ou seja, de estações de rádio especializadas em música rock gravada durante o final dos anos 1960 e 1970.
O termo é comumente confundido com adult-oriented rock, um formato de rádio que também usa a sigla AOR e que abrange não apenas o album-oriented rock, como também faixas do álbum e "cortes profundos" de uma variedade de outros gêneros de rock, como soft rock e pop rock.

## História
As raízes do formato de rádio de rock orientado por álbum começaram com conceitos de programação enraizados no idealismo dos anos 1960. Os formatos freefrom (forma livre) e progressivo desenvolveram o repertório e definiram o tom que dominaria as playlists da AOR durante grande parte do seu apogeu.
Em julho de 1964, os EUA Federal Communications Commission (FCC) adotaram uma regra de não-duplicação que proíbe as estações de rádio FM de simplesmente executar um simulcast da programação de suas contrapartes de AM. Os proprietários das estações afiliadas da AM / FM lutaram vigorosamente com essas novas regulamentações, atrasando a promulgação das novas regras até 1º de janeiro de 1967.
O formato de rádio AOR atingiu o ápice no início dos anos 1970. Com a popularização do Rock Progressivo a partir do final da década de 1960, observou-se um incremento na duração e complexidade das canções de rock, além de que várias faixas eram interligadas. O formato de rádio AOR mostrou-se mais cômodo para a reprodução dessa vertente. O gênero Rock Progressivo viria a se desgastar com o grande público por volta da metade da década de 1970. Esse declínio gerou duas reações: o Punk Rock (jovem), em completa oposição ao Rock Progressivo, e o Adult-Oriented Rock (adulto), que buscou simplificar o Rock Progressivo ao grande público não-erudito.
Caracterizam o gênero Adult-Oriented Rock as introduções elaboradas, faixas entre 3 e 5 minutos de duração, melodia, vocais harmônicos, som em múltiplas camadas, uso de sintetizadores (em especial durante a década de 1980) e refrões com ganchos grudentos ao ouvinte. É um gênero amplo, que absorve influências com facilidade e dificulta definição do gênero musical.
Com regularidade o gênero Adult-Oriented Rock integrou o repertório do formato de rádio AOR. A nomenclatura Adult-Oriented Rock surgiu posteriormente ao gênero, reaproveitando a sigla do formato de rádio.
A popularidade do Adult-Oriented Rock atingiu o ápice entre 1978 e 1986.
Na metade dos anos 1970 o gênero AOR ainda era relativamente complexo, sendo influenciado em maior parte pelo Rock Progressivo. Também chamado como Pomp Rock.
Na segunda metade dos 1970 absorveu influência dos gêneros Hard Rock, Westcoast Rock, e em menor escala, Power Pop, Soul e Southern Rock. O uso do órgão se tornou menos frequente, dando lugar ao sintetizador.
No início do anos 1980 recebeu influência de Synthpop e New Age. O uso de sintetizadores se tornou sistemático. Álbuns com predominância de uso de sintetizadores também eram classificados como Hi-Tech AOR.
No final da década de 1980 a popularidade do gênero AOR começou a declinar. O uso do sintetizador se tornou menos generalizado. Influências de Hard Rock e Glam Metal se tornaram mais frequentes.
Sofreu forte declínio a partir dos anos 90. Ressurgiu nos anos 2000 como um nicho popular na Europa e Ásia. A partir dos anos 2010 os lançamentos influenciados por Retrowave ou Synthwave se tornaram comuns.

## Formato
A maior parte dos formatos de rádio nos Estados Unidos tem como base uma seleção relativamente fixa e rotativa de hits que foram lançados como singles. O melhor exemplo é o Top 40, embora outros formatos, como as rádios country, smooth jazz e urban contemporary, também utilizem os mesmos princípios, com as canções mais populares sendo tocadas a cada 2/6 horas, dependendo de sua posição no ranking de execução da rádio. Geralmente existe uma ordem ou lista fixa que deve ser seguida, e o DJ não tem o poder de decidir a ordem em que as canções são executadas.
Embora ainda baseado no conceito de rotação, o formato de rádio AOR  tem como foco o álbum como um todo, e não apenas os singles. No início da década de 1970 diversos DJs tinham a liberdade de escolher quais faixas executar de determinado álbum, bem como a autoridade para decidir em que ordem tocar os próprios álbuns. No fim da década aos formatos de AOR ficaram mais fixos, e a seleção da ordem das canções passou do DJ para o diretor de programação ou diretor musical. Ainda assim, quando uma estação de rádio de AOR acrescentava um álbum à programação ela frequentemente continuava a tocar diversas faixas deste álbum, em vez de tocar apenas os singles à medida que eram lançados - a Billboard, por exemplo, não estabeleceu uma parada de airplay para faixas de álbuns até 1981.
Mais tarde, na década de 1970, os formatos AOR tornaram-se mais restritos e a seleção de músicas mudou para o diretor do programa ou diretor musical, em vez do DJ. Ainda assim, quando uma estação AOR adicionava um álbum à rotação, eles costumavam focar em várias faixas ao mesmo tempo, em vez de tocar os singles conforme eram lançados individualmente.
No início da década de 1980, a rádio AOR foi criticada pela Black Music Association (uma associação comercial estadunidense) e outros observadores da indústria fonográfica dos Estados Unidos pela falta de artistas negros incluídos em sua programação. Os programadores de AOR alegavam que essa falta de diversidade era o resultado do aumento da especialização dos formatos de rádio impulsionados por classificações e dados demográficos da audiência.
Em 1983, o sucesso do álbum Thriller de Michael Jackson levou algumas estações do AOR a suavizar sua postura adicionando "Beat It" de Jackson, que apresentava Eddie Van Halen, às suas listas de reprodução. Ao mesmo tempo, outros artistas negros também fizeram incursões nas rádios AOR - "Little Red Corvette" de Prince, "Electric Avenue" e "Beat It" de Eddy Grant, todos estreou na parada de Top Tracks da Billboard na mesma semana em abril de 1983, e através do restante da década de 1980 Jon Butcher, Tracy Chapman, Living Colour e Lenny Kravitz conseguiram se estabelecer no airplay AOR de magnitude variada.